# Išḫara
Išḫara (ugaritisch Ušḫara) war ursprünglich eine syrische Göttin, deren Kult sich nach Sumer und Anatolien ausbreitete. Išḫara wird erstmals in Ebla (M. 3. Jt. v. Chr.) erwähnt unter dem Namen Išḫala. In Anatolien wird sie erstmals in Kültepe (18. Jh. v. Chr.) erwähnt, wo sie einen Tempel hatte. Die in Syrien eingewanderten Hurriter übernahmen den Kult, den sie im 14. Jh. v. Chr. zu den Hethitern brachten. In Sumer sind Tempel der Išḫara seit Šulgi nachgewiesen, die Verehrung erfolgte vor allem durch das Königshaus und Königinnen wie Šulgi-simtī und Abī-simtī.

## Funktion
Išḫara, eine Unterweltsgottheit, beschützte den Eid (im Šuppiluliuma-Šattiwazza-Vertrag, KBo I, Nr. 1 und 2 wird sie in der Fluchformel ausdrücklich als „Herrin des Eides“ genannt), sie war die Göttin der Omen und der Zeichendeutung. Astrologische Texte weisen ihr das Sternbild Skorpion zu. In altbabylonischer Zeit war ihr Attribut die Schlange, in der Kassitenzeit der Skorpion. Auf Kudurrus ist er das Symbol der Išḫara.

## Kult
Aus Drēḥim ist ein Einzugsfest (erubbatum) der Išḫara bekannt, bei dem zur Zeit von Amar-Suena Mastrinder geopfert wurden. In der Ur-III Zeit bestand ein gemeinsamer Tempel von Dagān und Išḫara (É dDa-ga-nu ù dIš-ḫa-ra), dessen Lage jedoch unbekannt ist.
In Kizzuwatna wurde zu Išḫaras Ehren das Frühlings- und Herbstfest zelebriert und sie ist eine der Hauptgottheiten im ḫišuwa-Fest. In Emar und Šatappi wurde sie, zusammen mit Dagan und Ninurta im kissu-Fest gefeiert. In letzterer Stadt wurden ihr, Dagan und Ninurta jeweils ein Opfertisch gewidmet, während sich andere Gottheiten, wie Alal und Amaza einen Tisch teilen mussten. Aus Emar, wo sie neben Aštart und dNIN.KUR die wichtigste Göttin war und den Beinamen dIšḫara GAŠAN URUKI („Herrin der Stadt“) trug und zu den „reinen Gottheiten“ zählte, sind einige theophore Namen wie Abd-Išḫara („Knecht der Išḫara“) belegt. Nicht überraschend wurde sie hier neben Dagan und Ninurta auch in Fluchformeln genannt. Aus Mari ist ein Šu-Išḫara belegt.